# Pou (videojoc)
POU és un videojoc del 2012 que es tracta d'una mascota virtual a la que has de cuidar. Creada per Paul Salmeh, va sortir a la venda el 5 d'agost del 2012 per Android i iOS.

## Explicació[calcitació]
Hi ha una nevera on hi ha el menjar i la beguda per quan el nivell de menjar està baix. El menjar a la botiga està dividit en tipus: esmorzar, caramels, menjar ràpid, fruites, sushi, postres i begudes. Pots rentar al teu pou quan està brut i li pots donar diferents pocions Les pocions també es compren amb diners.
Hi ha una pilota que fas rebotar per tota l'habitació amb el dit i el pou la segueix amb els ulls.
La pilota la pots canviar de color, de forma, de mida  
Els jocs, serveixen per pujar el nivell de felicitat de la mascota i per guanyar monedes que són molt importants per a mantenir la mascota.
L'habitació del pou hi ha una lampareta per posar-lo a dormir quan té son.
Li pots posar accessoris.
Al rebedor o també anomenat hall, hi ha un micròfon que quan tu parles, el pou reprodueix la teva veu més aguda, com si parlés ell.
Et diu el nombre de premis que has guanyat, que s'aconsegueixen jugant o donant menjar, els amics que tens.
El pou també es pot connectar online i fer amics, altres pous d'altres usuaris, et permet canviar el nom del pou i connectar-te online amb el teu correu electrònic i hi ha el menú de configuració. 